# Paweł Królikowski
Paweł Królikowski, né le 1er avril 1961 à Zduńska Wola, mort le 27 février 2020  à Varsovie, est un acteur polonais de cinéma, de télévision, de théâtre, présentateur et producteur de télévision et président (2018-2020) de la ZASP (pl) (Association des artistes de scène polonais).

## Biographie
Son premier rôle à l'écran est celui d'un voyou dans le film pour enfants et adolescents Dzień kolibra (pl) (1984) de Ryszard Rydzewski, récompensé au Festival international du film pour enfants de Chicago (en). Au cours de ses études, il joue dans le téléfilm de Łukasz Wylężałek (pl) Ludożerca (1987), le film d'aventure Opowieść Harleya (pl) (1987), dans lequel il écrit la chanson Ma Harley. Il tient le rôle-titre de toxicomane dans le film dramatique Pantarej (pl) (1988).
En 1987, il achève ses études à l'antenne de Wrocław (pl) de l'École nationale supérieure de théâtre Ludwik Solski de Cracovie. Il est engagé par le Théâtre Studio Julian-Tuwim de Łódź (1987–1990), dans lequel il fait ses débuts dans le rôle du chef d'orchestre dans la pièce tirée du roman de Lewis Carroll Alice au pays des merveilles. Il a également joué Roller dans Les Brigands de Schiller, Quincey P. Morris dans Dracula de Bram Stoker, le tambour-major dans la pièce Woyzeck de Georg Büchner et Rimbaud dans Une saison en enfer adapté par Françoise d'Eaubonne.
Il s'installe ensuite avec sa famille à Wrocław où il crée une émission pour la station de télévision régionale publique (pl) à l'initiative de Jan Jakub Kolski. Il présente pendant une décennie pour les jeunes téléspectateurs Truskawkowe studio (pl) (1990–2000), pour lequel il écrit plus d'une centaine de chansons puis la série documentaire To twoja droga (2000–2002). Parallèlement, en 1991, il joue le rôle de mendiant au Wrocławski Teatr Współczesny (pl) dans la comédie musicale de Bertolt Brecht L'Opéra de quat'sous.
Il revient au petit écran en tant que journaliste dans la série télévisée Czwarta władza (pl) (Le Quatrième Pouvoir) (2004). Puis il joue en 2005-2006 le rôle du dynamique professeur oncologue charismatique, plein d'énergie Sławomir Starzyński dans la série médicale de TVP2 Na dobre i na złe (pl). Il tient des rôles de policier dans plusieurs téléfilms ou épisodes de la série Pitbull (pl) (2007-2008), dans la série Fałszerze – powrót Sfory (pl) (2006) et pendant dix ans celui de Kusy dans la populaire série de TVP1 Rancho (2006-2016), pour lequel il a reçu en 2007 la statuette « chapeau de Charlot » du meilleur acteur de comédie au Festiwal Dobrego Humoru (pl) de Gdańsk.
Le 16 avril 2018, il est élu président de la Association des artistes de scène polonais (pl) (ZASP), en remplacement d'Olgierd Łukaszewicz (pl), mais démissionne le 21 février 2020 pour raison de santé.
Il participe à trois saisons du jeu télévisé Je t'aime, Pologne! (pl) (en 2009, 2016 et 2018). Du 8 mars 2014 au 23 novembre 2019, il siège au jury du programme de télé-crochet de Polsat Twoja twarz brzmi znajomo (en).

## Vie privée

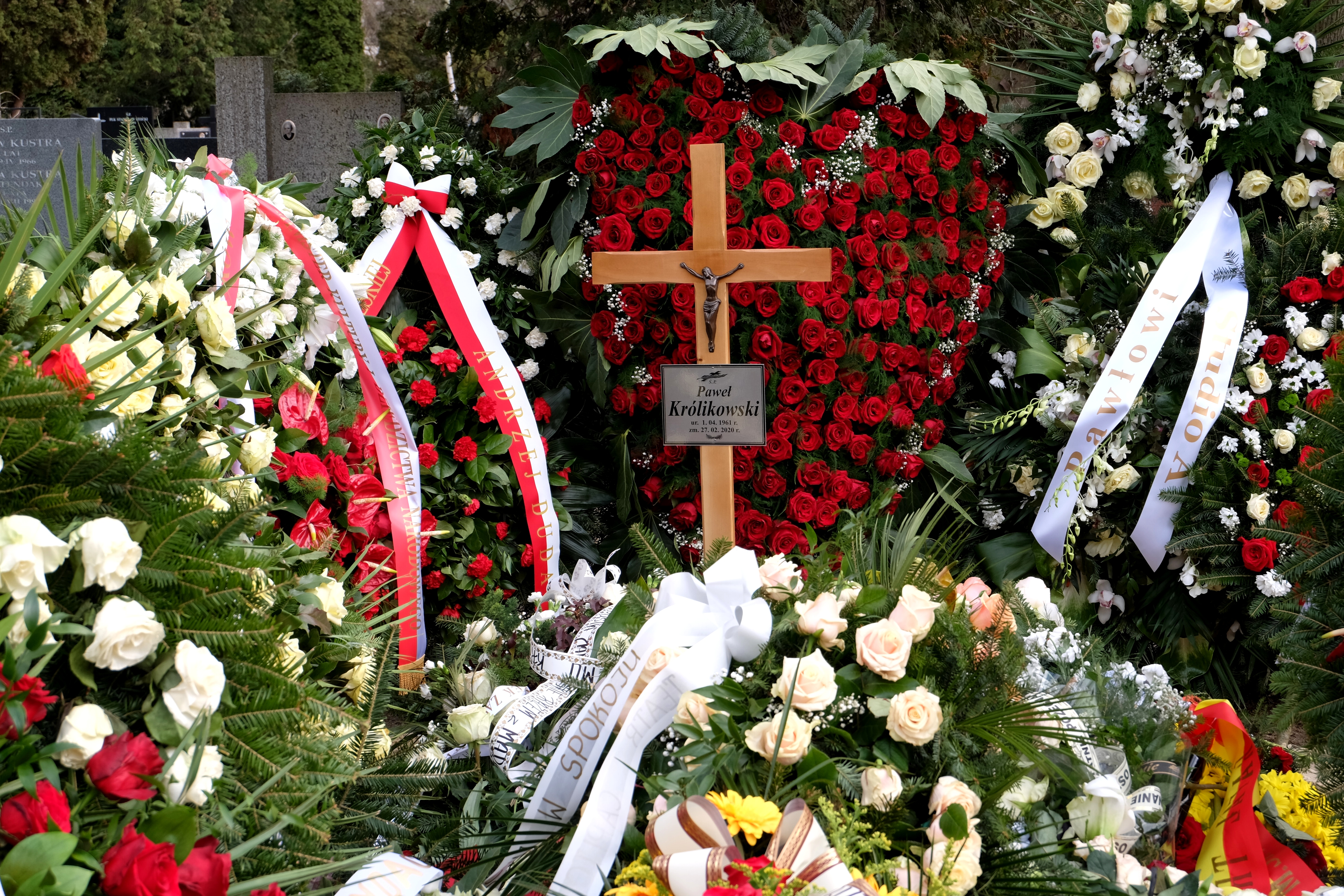
La tombe de Paweł Królikowski au cimetière militaire de Powązki à Varsovie

### Famille
Il rencontre sa future épouse, l'actrice Małgorzata Ostrowska, connue pour son rôle de Grażyna Lubicz dans la série TVP1 Klan, à l'âge de 21 ans lors d'examens à la faculté de théâtre de Wrocław. Ils se marient en 1988 à Łódź. Ils ont cinq enfants : trois fils, Antoni (pl) (né en 1989), Jan (né en 1992) et Ksawery (né en 2007) et deux filles, Julia (née en 1999) et Marcelina (née en 2001). Avec sa femme, il a joué dans le court métrage Noc życia (2010) réalisé par son fils Antoni, dont leur deuxième fils Jan a composé la musique.

### Maladie et mort
En 2015, il subit une intervention chirurgicale pour un anévrisme cérébral. Il doit subir une nouvelle opération neurochirurgicale en 2019. Il meurt le 27 février 2020 à Varsovie. Il est enterré le 5 mars 2020 au Cimetière militaire de Powązki à Varsovie. Il est décoré à titre posthume par le président Andrzej Duda de la Croix du Commandeur de l'Ordre Polonia Restituta pour services exceptionnels à la culture polonaise.

## Filmographie
- cf. wikipedia en polonais

## Discographie
- cf. wikipedia en polonais